# 瀟灑搶一回
是一部2017年美國搶劫喜劇片，由札克·布瑞夫執導，西奧多·梅爾菲撰寫劇本。本片為1979年同名电影的重拍版，由馬丁·布萊斯特執導。電影主演包括摩根·費里曼、米高·肯恩、亞倫·阿金、喬伊·金、麥特·狄倫、克里斯多福·洛伊德與安-瑪格麗特。該片2017年4月7日在美國上映。

## 劇情
故事敘述三名老人本該開始養老、享清福，但他們發現自己出現了財務危機，加上他們年事已高，沒辦法像年輕時賺錢。這使得三人打算策劃一場奮力一搏的銀行搶案。
威利接獲銀行告知，其房貸的優惠利率已到期。他已無法負擔月付，下一步就是只有三十天的寬限期。商談時恰逢銀行搶劫，他將線索及破案之道告知執法單位，探員對他嗤之以鼻，卻用他所說之事搏得公眾關注。他與朋友們工作了一輩子的工廠被收購後遷移海外，停付養老金。好友喬亟須器官移植，但被保險公司排在很後面，而其家人遠在外州，一年只能見一次。另名好友阿爾伯特必須將才能浪費在毫無興趣也不會進步的家教學生上。三人節衣縮食，周圍大多是比他們還老還笨拙的傢伙。威利建議搶銀行，反正依他看來很簡單，而且就算被捕坐牢也不會比現在差。喬為了想有錢以多見家人而同意，阿爾伯特不以為然。他倆暪著阿爾伯特至超級市場順手牽羊被逮個正著，還把不知情的阿爾伯特牽扯進去。後來，停發大家退休金的公司及三人的往來銀行將資金用於解決債務，阿爾伯特決定加入，給銀行好看。自知無以成事的他們找上威利賣大麻又積欠贍養費的前女婿墨菲尋求「專業協助」。在墨菲引介下，神秘的耶穌指導三人勘察場地，鍛練身體，練習槍法，制訂計劃。為防自己一去不回，威利反過來訓練墨菲當個好父親。搶劫過程中，喬因親切問候一個小女孩而被瞧見半張臉。之前被竊未遂的超級市場，經理發覺通緝影像上的人影很像之前來自己店裡犯案的人，於是為錢而通知執法者。三人的不在場證明無懈可擊，叫來指證的小女孩又拒絕指證喬。三人無事脫身，威利發現神秘的耶穌與搶銀行的關連比之前所以為的更深。三人終能過上想要的生活，並依之前談好的，只取自己該得的退休金那一份，而將其他的錢拿出來幫助老夥伴。

## 演員
- 摩根·費里曼飾演威利（Willie）[1]
- 米高·肯恩飾演喬（Joe）[1]
- 亞倫·阿金飾演阿爾伯特（Albert）[1]
- 喬伊·金飾演布魯克琳（Brooklyn）：喬的聰明孫女。
- 玛丽亚·迪齐亚（英语：Maria Dizzia）飾演瑞秋·哈定（Rachel Harding）：喬的女兒。
- 麥特·狄倫飾演漢默（Hamer）：FBI探員，負責調查銀行劫案。
- 安-瑪格麗特飾演安妮（Annie）：阿爾伯特的女友。
- 克里斯多福·洛伊德 飾 米爾頓（Milton）：三人組的同夥。
- 約翰·歐提茲（英语：John Ortiz）飾演耶穌（Jesus）：身份不明的神秘人。
- 彼得·賽拉費諾威茲（英语：Peter Serafinowicz）飾演墨菲（Murphy）：喬的前女婿、瑞秋的前夫及布魯克琳的陌生父親。
- 乔什·帕斯（英语：Josh Pais）飾演查克·洛夫顿（Chuck Lofton）：威廉斯堡储蓄银行的经理，准备在一个月后收回乔的房子。

## 發行
華納兄弟公司影片原定2016年5月6日上映，但上映日期最终被推迟至2017年4月7日。

### 評價
《瀟灑搶一回》獲得了褒貶不一的評價。爛番茄基於97條評論，新鮮度46%，平均得分5.3／10。在Metacritic上，電影獲得了50分。據CinemaScore調查，觀眾的反應在A+至F間落於「B+」。

### 票房
《三个老枪手》在美国和加拿大取得4500万美元的票房，并在海外则取得3990万美元票房，合计票房收入接近8500万美元。
北美地区的首日票房为420万美元，第一个周末票房达到1190万美元，票房成绩高于预期，位列本周票房榜第四名。第二周周末票房为630万美元（下降了47%），位列票房榜第五名。

## 外部連結
- 官方网站 （英文）
- 互联网电影数据库（IMDb）上《瀟灑搶一回》的资料（英文）
- Box Office Mojo上《瀟灑搶一回》的資料（英文）
- 開眼電影網上《瀟灑搶一回》的資料（繁體中文）
- 豆瓣电影上《瀟灑搶一回》的資料 （简体中文）